# Lethrus chistjakovae
Lethrus chistjakovae is een keversoort uit de familie mesttorren (Geotrupidae). De wetenschappelijke naam van de soort werd in 2003 gepubliceerd door Nikolajev.